# Castra di Roma antica
I castra di Roma antica rappresentano l'insieme degli accampamenti (o caserme) che ospitavano i vari corpi militari dislocati nella città di Roma.

## Castra Praetoria
I pretoriani costituivano il principale corpo della guardia imperiale. Costituiti sotto Augusto tra il 29 e il 20 a.C., ebbero grande influenza nella storia dell'impero, fino allo scioglimento sotto Costantino.
La caserma venne costruita tra il 20 e il 23 d.C. da Tiberio per consiglio del potente comandante (Praefectus Praetorio, letteralmente 'Prefetto al Pretorio', dato che il verbo latino praeficio regge il caso dativo) Seiano, per radunarvi le nove coorti esistenti.
I castra avevano un perimetro quadrangolare, con angoli arrotondati e il lato meridionale obliquo. Se ne conservano tuttora tre lati e tracce del quarto lato occidentale. Il recinto dei castra venne inglobato nelle mura cittadine costruite dall'imperatore Aureliano nella seconda metà del III secolo. I Castra Praetoria hanno dato il nome al quartiere di Castro Pretorio.

## Castra urbana
Tre coorti urbane permanenti, istituite da Augusto e riorganizzate da Tiberio, costituivano il corpo incaricato di mantenere l'ordine pubblico in città ed erano al comando del 'Prefetto all'Urbe' (anche in questo caso il termine Praefectus regge il dativo urbi, quindi l'espressione si traduce letteralmente con 'Prefetto alla città').
Inizialmente furono forse anch'essi ospitati nei Castra praetoria, in quanto nelle emergenze venivano utilizzati come truppe ausiliarie delle coorti pretorie per la difesa dell'Imperatore. Successivamente, almeno a partire dall'epoca dell'Imperatore Settimio Severo, ebbero una propria caserma. Dalle fonti sappiamo che questa si trovava nella VII regione augustea (Via Lata).

## Castra equitum singularium
Il corpo degli Equites singulares apparteneva alla guardia degli imperatori ed era composto da elementi di origini barbarica; fu probabilmente istituito dall'imperatore Traiano e soppresso da Costantino.
Il corpo disponeva di due caserme. I resti di quella più antica (castra priora equitum singularium) furono rinvenuti nel 1885-1889 sul Celio (via Tasso), insieme a numerose iscrizioni di dedica a diverse divinità che dovevano essere ospitate nel santuario della caserma.
La seconda caserma (Castra Nova equitum singularium) venne costruita sotto l'imperatore Settimio Severo tra il 193 e il 197 (come provano le iscrizioni di dedica rinvenute) in una zona precedentemente occupata da case private (domus Lateranorum) presso il Laterano. Quando il corpo fu disciolto da Costantino, i castra nova vennero rasi al suolo e al loro posto fu edificata la basilica dedicata al Salvatore (più tardi Basilica di San Giovanni in Laterano). Sotto la chiesa furono rinvenuti a più riprese i resti delle costruzioni severiane.
Il corpo disponeva anche di un sepolcreto sulla via Labicana (nella località detta ad Duas Lauros), dalla quale provengono numerose iscrizioni che menzionano le due caserme. Molte delle epigrafi sepolcrali di questo sepolcreto furono poi riutilizzate come materiale da costruzione per la basilica circiforme dei Santi Marcellino e Pietro.

## Castra misenatium
Uno speciale distaccamento dei classiarii (militari di marina) della Classis Misenensis (flotta della marina militare romana di stanza a Misenum) era impiegato per la manovra del velarium, che proteggeva gli spettatori del Colosseo dal sole o dalla pioggia, e probabilmente anche per le naumachie.
Il distaccamento era ospitato in una caserma vicino all'anfiteatro, che si trovava probabilmente presso le terme di Traiano, sulle pendici dell'Oppio, dove venne rinvenuta un'iscrizione relativa ad un ampliamento della caserma nel III secolo.

## Castra peregrina
Erano la sede dei servizi segreti dell'Impero, costituiti dai milites peregrini come i frumentarii e gli speculatores. I militari delle legioni, che operavano nelle province ed ottenevano particolari meriti sul campo, potevano infatti essere distaccati nella capitale per funzioni particolari (come accadeva per i frumentarii e gli speculatores).
Gli speculatores ("esploratori" o meglio "addetti allo spionaggio") erano di fatto deputati alla raccolta di informazioni in tutte le province dell'impero ed alla sicurezza dello Stato; i frumentarii ("corrieri" o, meglio, "polizia segreta" addetta alla sicurezza interna), erano coloro i quali - a Roma e in Italia romana - "scrutavano nei segreti di tutti", ossia erano addetti al controllo interno e quindi alla sicurezza delle istituzioni quali il Senato e l'Imperatore. Erano comandati dal princeps peregrinorum, deputato alla sicurezza globale dello Stato, che, nelle sue funzioni, riferiva direttamente all'Imperatore.
Disponevano di una caserma autonoma - scevra anche dal controllo delle coorti urbane e della guardia pretoriana - collocata nel Celio, i cui resti sono stati rinvenuti presso la Basilica di Santo Stefano Rotondo e negli scavi al di sotto della chiesa. All'interno vi si trovava un tempio dedicato a Iuppiter Redux ("Giove Reduce"); vi erano praticati anche altri culti e vi fu ospitato anche un mitreo. Le strutture presentano varie fasi e rifacimenti tra il II e il IV secolo. Alcuni studiosi ritengono che questo accampamento sia stato costruito a partire da Augusto, al tempo della divisione della città di Roma in 14 regiones.